# Dinarischer Enzian
Der Dinarische Enzian (Gentiana dinarica) ist eine Pflanzenart aus der Gattung der Enziane (Gentiana) in der Familie der Enziangewächse (Gentianaceae).

## Beschreibung

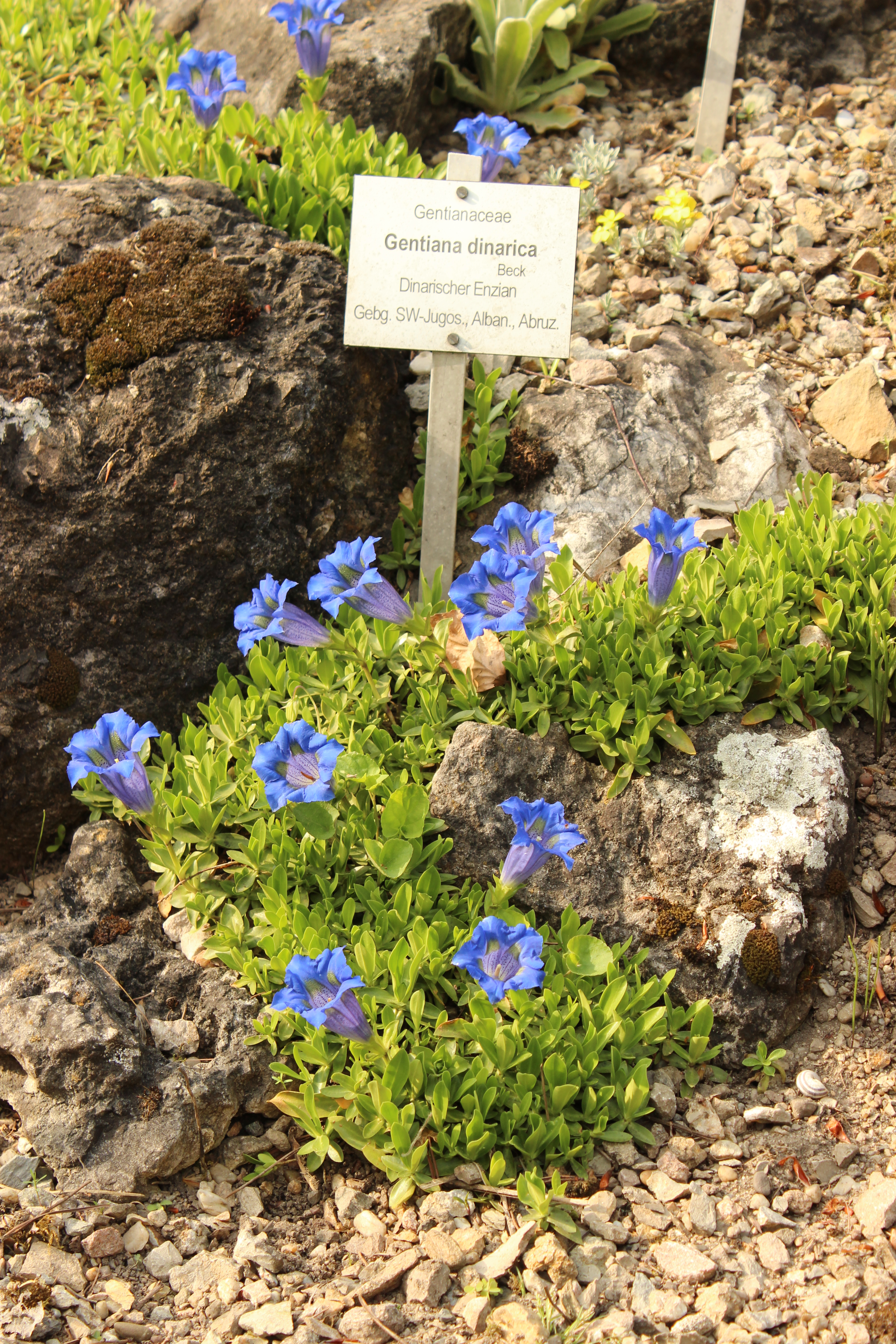
Habitus im Botanischen Garten Wien

### Vegetative Merkmale
Gentiana dinarica ist eine ausdauernde krautige Pflanze. Die gegenständigen Laubblätter stehen gedrängt an der Basis des Stängels. Die einfache Blattspreite ist breit elliptisch. Die Blattränder sind knorpelig.

### Generative Merkmale
Die Blüten stehen einzeln endständig an den Stängeln. Die zwittrigen Blüten sind radiärsymmetrisch mit doppelter Blütenhülle. Der fünf grünen Kelchblätter sind auf etwa der Hälfte ihrer Länge verwachsen. Die fünf Kelchzähne sind schmal lanzettlich und zur Basis hin verschmälert. Die dunkelblaue Krone ist bei einer Länge von 40 bis 70 Millimetern verkehrt-kegelförmig. Im Kronschlund finden sich keine grünen Punkte, die Kronlappen sind zugespitzt.

## Vorkommen
Gentiana dinarica findet sich in den Bergen im Südwesten des ehemaligen Jugoslawiens, in Albanien und in der Mitte Italiens. Sie ist kalkliebend.